# Castells-Ortiz-Nunatak
Der Castells-Ortiz-Nunatak (spanisch Nunatak Castells Ortiz) ist ein Nunatak an der Oskar-II.-Küste des Grahamlands auf der Antarktischen Halbinsel. Er ragt auf der Jason-Halbinsel auf.
Argentinische Wissenschaftler benannten ihn. Der weitere Benennungshintergrund ist nicht überliefert.